# Louis-Joseph Cavrois
Pour les articles homonymes, voir Jean-Baptiste Alexandre Cavrois et Villa Cavrois.
Louis-Joseph Cavrois, né le 27 juin 1756 à Saulty et mort le 26 mars 1833 à Pas-en-Artois, est un général français de la Révolution et de l’Empire.

## Biographie
Il entre en service le 11 octobre 1776 au 8e régiment de chasseurs à cheval où il devient brigadier le 1er mars 1780, fourrier le 27 septembre 1784 et sous-officier le 25 septembre 1787. Le 15 novembre 1791, il est promu sous-lieutenant, capitaine le 21 février 1793 et chef d'escadron le 5 mars de la même année dans le 14e régiment de chasseurs à cheval. Le 29 septembre 1793, il est adjudant-général chef de brigade provisoire commandant le 14e régiment de chasseurs à cheval et le 26 brumaire an II (16 novembre 1793), il est en mission dans l'armée des Pyrénées. Les représentants du peuple le font général de brigade le 27 octobre 1793, grade qui est confirmé par arrêté du gouvernement le 6 messidor suivant.
En l'an II, Cavrois est envoyé à l'Armée du Rhin mais est fait prisonnier et ne retourne en France qu'en l'an V. Il est mis en congé de réforme en l'an IX. Le 22 messidor an IX (11 juillet 1801), il entre à l'état major général de l'armée et le 19 frimaire an XII (11 décembre 1803), il est fait membre de la Légion d'honneur alors qu'il est attaché à la 12e division militaire de Loire-Inférieure. Le 25 prairial suivant (14 juin 1804), il est élevé au grade de commandeur de la Légion d'honneur
En l'an XIII et XIV, il sert à l'armée de Naples puis est employé en Espagne de 1808 à fin 1811. Le 22 juillet 1813, il est admis à la retraite, et le 21 août 1814 le roi Louis XVIII le fait chevalier de Saint-Louis. Le général Cavrois siège pendant les Cent-Jours comme député du Pas-de-Calais à la chambre des représentants ; le 4 juin 1815, il est l'un des commissaires que la chambre des représentants envoie auprès du gouvernement provisoire pour soutenir les proclamations de Louis XVIII. Le 2 août 1815, il se rend à Toulouse pour se soumettre au gouvernement royal.

## Publication
- Poème "À mon fils", 1813 (lire en ligne)

## Famille
- Jean (dit Jean-François) Cavrois (1679-1758) marié en 1714 à Marie Anne Ledoux (1695- ), reçu bourgeois d'Arras en 1703, lieutenant de Saulty
  - Ignace-Dominique Cavrois (1715-1763) marié en 1741 à Marie Isabelle Brongniart 
    - Jean-Baptiste Cavrois (1752-1816) marié en 1773 à Marie Pélagie Eulalie Thuillier
      - Général Jean-Baptiste Alexandre Cavrois (1774-1820) marié à Jeanne Françoise Guyet
        - Charles Alexandre Napoléon de Cavrois, baron de Cavrois (1808-1839)

    - Florent Cavrois (1754-1817) marié en 1778 avec Isabelle Thuillier
      - Louis Constant Cavrois (1788-1853) marié avec Delphine Warenghem
        - Baron Louis Jules Elisée Cavrois de Saternault (1833-1909) marié à Antoinette Lantoine (1843-1920), anobli par le pape Léon XIII, président de l'Académie d'Arras de 1902 à 1906
          - Baron Alexandre Joseph Marie Constant Cavrois de Saternault (1870-1952) marié à Marie Magdeleine Joséphine de Clerck (1877-1964)

  - Gilles Jean-Baptiste Cavrois (1726- )
  - Jean Hubert Cavrois (1729- )
  - Louis Bernard Cavrois (1731-1783) marié en 1755 avec Marie-Thérèse Thorel
    - Louis Benjamin Cavrois marié à Augustine Pezé

  - Antoine Joseph Cavrois (1733-1809) marié en 1756 à Marie-Madeleine Gobe
    - Général Louis-Joseph Cavrois (1756-1833) marié en 1799 avec Marie Louise Victoire Couprie
      - Félix Eugène Louis Cavrois (1803- )